# 豊原豊
豊原 豊（とよはら ゆたか、1961年2月28日 - ）は、京都府出身の元プロ野球選手（外野手）。

## 経歴
花園高等学校では、遊撃手で3年次の夏は4番。
高校卒業後は大阪商業大学に進学し、関西六大学野球連盟に加盟する同校の硬式野球部でプレー。2年次から外野手に転向する。3年次の1981年秋から3季連続ベストナインにも選ばれる。4年次の1982年には新リーグとなって1学年下の川原新治、清川栄治の投手陣でチームが大学選手権に出場、秋は明治神宮大会の決勝戦で高野光（東海大）から本塁打を放ち、準優勝した。
1982年のプロ野球ドラフト会議にて近鉄バファローズから5位指名を受け、大学同期の中島裕司とともに入団。
一軍公式戦の出場がないまま、1986年限りで現役を引退した。

## 詳細情報

### 年度別打撃成績
- 一軍公式戦出場なし

### 背番号
- 47 （1983年 - 1986年）